# Массовое убийство в школе Вильно
Массовое убийство в школе Вильно (пол. Strzelanina w gimnazjum w Wilnie) — произошедшее 6 мая 1925 года нападение на гимназию имени Иоахима Лелевеля в Вильно, Польша (ныне — Вильнюс, Литва). Происшествие стало первым массовым убийством в учебном заведении в истории Польши.

## Нападение
Во время экзаменов, примерно в 11 утра, по меньшей мере два ученика восьмого класса (Станислав Лавринович и Януш Обрапальский) атаковали совет экзаменаторов, используя револьверы и ручные гранаты, убив нескольких студентов, по крайней мере одного учителя, после чего ученики совершили самоубийство. Разные издания по всему миру делали разные сообщения, в числе которых было предположение, что учащиеся имели связи с незаконными советскими формированиями, размещёнными в Польше для саботажа и шпионских операций, поскольку имели при себе оружие военного назначения. Сообщалось, что после нападения в здании было обнаружено взрывное устройство.